# Leptoscyphus hedbergii
Leptoscyphus hedbergii là một loài rêu tản trong họ Geocalycaceae. Loài này được (S.W. Arnell) R.M. Schust. miêu tả khoa học lần đầu tiên năm 1959.